# Megaselia pseudociliata
Megaselia pseudociliata är en tvåvingeart som först beskrevs av Gabriel Strobl 1910.  Megaselia pseudociliata ingår i släktet Megaselia och familjen puckelflugor. Inga underarter finns listade i Catalogue of Life.